# ستيوارت جارسون
ستيوارت جارسون هو محامي وسياسي كندي، ولد في 1 ديسمبر 1898 في سانت كاثرينز في كندا، وتوفي في 5 مايو 1977 في وينيبيغ في كندا. نشط حزبياً في الحزب الليبرالي الكندي. وقد انتخب عضو مجلس العموم الكندي عن دائرة Marquette (federal electoral district) ‏ (20 ديسمبر 1948 – 10 يونيو 1957) وانتخب member of the Legislative Assembly of Manitoba ‏ (28 يونيو 1927 – 13 نوفمبر 1948) وانتخب Premier of Manitoba ‏ (14 يناير 1943 – 13 نوفمبر 1948).